# Tägermoos

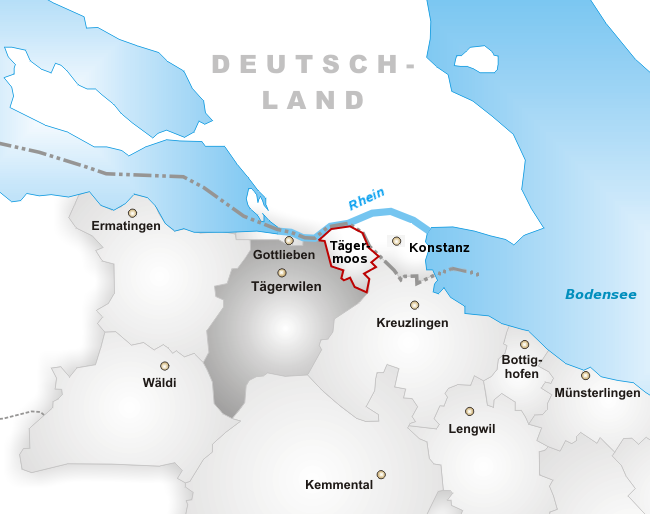
ligging Tägermoos

Tägermoos is een 1,54 km² groot gebied in het kanton Thurgau in Zwitserland tussen de rand van de Duitse stad Konstanz en het centrum van de Zwitserse gemeente Tägerwilen. Het gebied is gelegen aan de zuidelijke oever van de Seerhein en grenst aan de oostzijde aan het stadsdeel Paradies van Konstanz, en in het zuidoosten aan de stad Kreuzlingen.
Tägermoos kent een bijzondere status. Op 28 maart 1831 is in een verdrag vastgelegd, dat Tägermoos behoort tot Zwitserland en deel uitmaakt van de gemeente Tägerwilen. Op communautair niveau zijn de taken echter tussen de stad Konstanz en de Tägerwilen verdeeld. Zo kan men in het gebied 
zowel Duitse als Zwitserse verkeersborden aantreffen en valt bijvoorbeeld de ruimtelijke ordening van het gebied onder Konstanz.